# U-473 (tàu ngầm Đức)
U-473 là một tàu ngầm tấn công  Lớp Type VII thuộc phân lớp Type VIIC được Hải quân Đức Quốc Xã chế tạo trong Chiến tranh Thế giới thứ hai. Nhập biên chế năm 1943, nó chỉ thực hiện được hai chuyến tuần tra và gây tổn thất toàn bộ cho một tàu chiến tải trọng 1.400 tấn. Trong chuyến tuần tra cuối cùng, U-473 bị các tàu sà lúp HMS Starling, HMS Wren và HMS Wild Goose của Hải quân Hoàng gia Anh đánh chìm trong Đại Tây Dương về phía Tây Nam Ireland vào ngày 6 tháng 5, 1944.

## Thiết kế và chế tạo

### Thiết kế

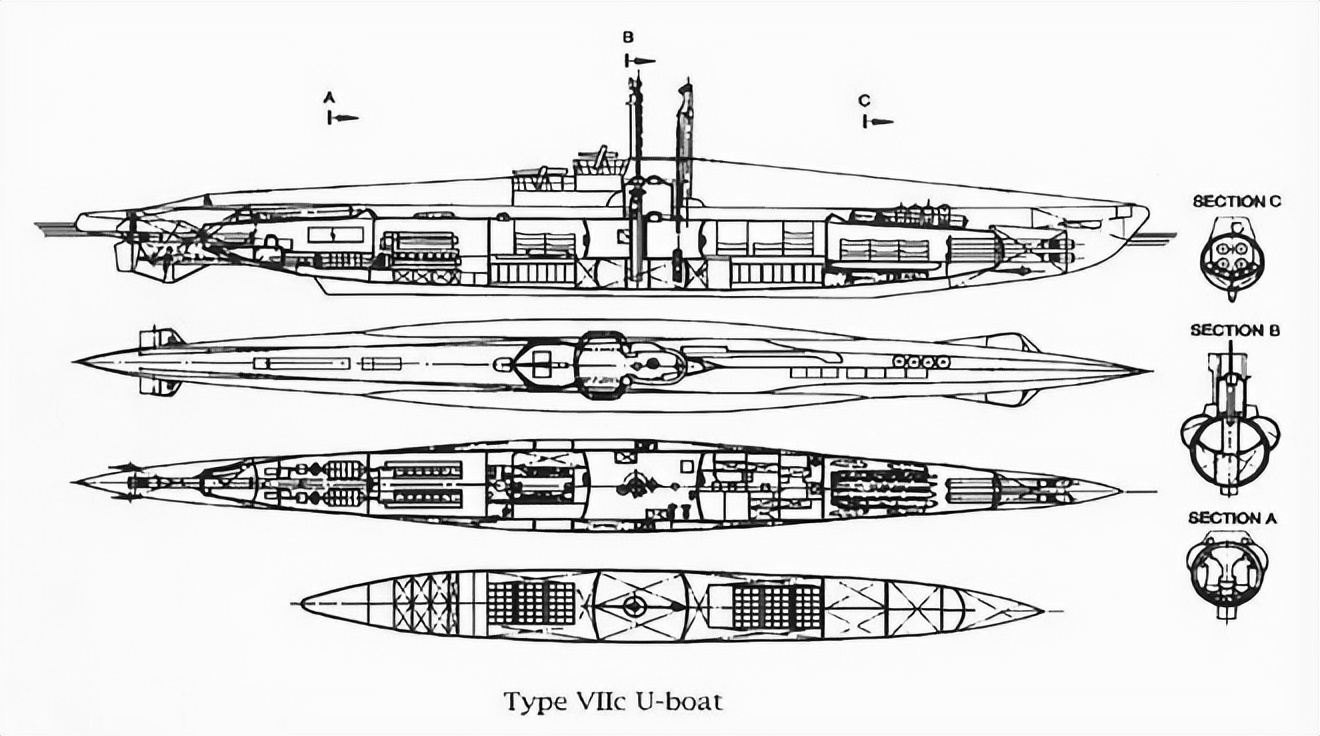
Sơ đồ các mặt cắt một tàu ngầm Type VIIC

Phân lớp VIIC của Tàu ngầm Type VII là một phiên bản VIIB được kéo dài thêm. Chúng có trọng lượng choán nước 769 t (757 tấn Anh) khi nổi và 871 t (857 tấn Anh) khi lặn). Con tàu có chiều dài chung 67,10 m (220 ft 2 in), lớp vỏ trong chịu áp lực dài 50,50 m (165 ft 8 in), mạn tàu rộng 6,20 m (20 ft 4 in), chiều cao 9,60 m (31 ft 6 in) và mớn nước 4,74 m (15 ft 7 in).
Chúng trang bị hai động cơ diesel Germaniawerft F46 siêu tăng áp 6-xy lanh 4 thì, tổng công suất 2.800–3.200 PS (2.100–2.400 kW; 2.800–3.200 bhp), dẫn động hai trục chân vịt đường kính 1,23 m (4,0 ft), cho phép đạt tốc độ tối đa 17,7 kn (32,8 km/h), và tầm hoạt động tối đa 8.500 nmi (15.700 km) khi đi tốc độ đường trường 10 kn (19 km/h). Khi đi ngầm dưới nước, chúng sử dụng hai động cơ/máy phát điện Garbe, Lahmeyer & Co. RP 137/c  tổng công suất 750 PS (550 kW; 740 shp). Tốc độ tối đa khi lặn là 7,6 kn (14,1 km/h), và tầm hoạt động 80 nmi (150 km) ở tốc độ 4 kn (7,4 km/h). Con tàu có khả năng lặn sâu đến 230 m (750 ft).
Vũ khí trang bị có năm ống phóng ngư lôi 53,3 cm (21 in), bao gồm bốn ống trước mũi và một ống phía đuôi, và mang theo tổng cộng 14 quả ngư lôi, hoặc tối đa 22 quả thủy lôi TMA, hoặc 33 quả TMB. Tàu ngầm Type VIIC bố trí một hải pháo 8,8 cm SK C/35 cùng một pháo phòng không 2 cm (0,79 in) trên boong tàu. Thủy thủ đoàn bao gồm 4 sĩ quan và 40-56 thủy thủ.

### Chế tạo
U-473 được đặt hàng vào ngày 20 tháng 1, 1941, và được đặt lườn tại xưởng tàu của hãng Deutsche Werke AG ở Kiel vào ngày 1 tháng 12, 1941. Nó được hạ thủy vào ngày 17 tháng 4, 1943, và nhập biên chế cùng Hải quân Đức Quốc Xã vào ngày 16 tháng 6, 1943 dưới quyền chỉ huy của Hạm trưởng, Đại úy Hải quân Heinz Sternberg.

## Lịch sử hoạt động
Sau khi hoàn tất việc huấn luyện trong thành phần Chi hạm đội U-boat 5, U-473 được điều sang Chi hạm đội U-boat 9 từ ngày 1 tháng 1, 1944 để hoạt động trên tuyến đầu cho đến khi bị mất.

### Chuyến tuần tra thứ nhất
U-473 đã di chuyển từ cảng Kiel, Đức đến cảng Bergen, Na Uy trong tháng 3, 1944, rồi xuất phát từ đây vào ngày 27 tháng 3 cho chuyến tuần tra đầu tiên trong chiến tranh. Nó băng qua khe GI-UK giữa quần đảo Faroe và Iceland để vòng qua quần đảo Anh, rồi tiến vào khu vực giữa Đại Tây Dương về phía Tây Ireland (Khu vực Tiếp cận phía Tây). Chiếc U-boat không đánh chìm được mục tiêu nào, và kết thúc chuyến tuần tra khi đi đến cảng Lorient bên bờ Đại Tây Dương của Pháp đã bị Đức chiếm đóng, đến nơi vào ngày 18 tháng 4.

### Chuyến tuần tra thứ hai – Bị mất
U-473 khởi hành từ cảng Lorient vào ngày 24 tháng 4 cho chuyến tuần tra thứ hai, cũng là chuyến cuối cùng, để hoạt động trong khu vực Đại Tây Dương về phía Tây vịnh Biscay. Tại đây vào ngày 28 tháng 4, nó bị một máy bay ném bom Handley Page Halifax thuộc Liên đội 58 Không quân Hoàng gia Anh tấn công; chiếc tàu ngầm không bị hư hại, còn chiếc máy bay bị bắn trúng năm lần trước khi rút lui về căn cứ. Sang ngày hôm sau, chiếc U-boat tiếp tục bị một máy bay ném bom Vickers Wellington thuộc Liên đội 304 (với đội bay người Ba Lan) tấn công, nhưng U-473 thoát được mà không bị hư hại.
Đến ngày 3 tháng 5, đang khi hộ tống cho Đoàn tàu CU-22, tàu hộ tống khu trục Hoa Kỳ USS Donnell (1.400 tấn) trúng một quả ngư lôi phóng từ U-473. Donnell bị hư hại nặng do những quả mìn sâu nó mang theo phía đuôi tàu bị kích nổ, rồi được kéo về Scotland, nhưng được xem là một tổn thất toàn bộ. Chiếc U-boat sau đó phải lặn sâu để né tránh phản công từ các tàu hộ tống khác, và bị hư hại nhẹ.
Đến ngày 6 tháng 5, U-473 bị các tàu chiến thuộc Đội hỗ trợ 2 Hải quân Hoàng gia Anh phát hiện, và chịu một đợt tấn công từ các tàu sà lúp HMS Starling, HMS Wren và HMS Wild Goose, với tổng cộng 345 quả mìn sâu được thả xuống trong suốt 15 giờ. Chiếc U-boat buộc phải trồi lên mặt nước và tìm cách thoát đi, nhưng tiếp tục chịu đựng hỏa lực hải pháo từ ba tàu đối phương. Sau khi hạm trưởng cùng một số người tử trận, những người sống sót quyết định bỏ tàu. Sau hai tiếng nổ, có thể do các khối chất nổ được cài đặt, chiếc U-boat bị đánh chìm tại tọa độ 49°29′B 21°22′T / 49,483°B 21,367°T. 23 thành viên thủy thủ đoàn của U-473 đã tử trận cùng con tàu, và có 30 người sống sót được cứu vớt và bị bắt làm tù binh chiến tranh.

### Tóm tắt chiến công
U-473 đã gây tổn thất toàn bộ cho một tàu chiến tải trọng 1.400 tấn:
| Ngày            | Tên tàu     | Quốc tịch       | Tải trọng | Số phận          |
| --------------- | ----------- | --------------- | --------- | ---------------- |
| 3 tháng 5, 1944 | USS Donnell | Hải quân Hoa Kỳ | 1.400     | Tổn thất toàn bộ |